# Ротбарт
Ротбарт (от нем. Rotbart — «красная борода») — персонаж балета Петра Ильича Чайковского «Лебединое озеро». Превратил принцессу Одетту в лебедя, а свою дочь, Одиллию, похожую на принцессу, пытался выдать замуж за Зигфрида. В постановке В. Рейзингера 1877 года роль Ротбарта исполнил Сергей Соколов.
Некоторое время в балете отсутствовал дуэт Ротбарта и Зигфрида, но начиная с 1960-х годов он вернулся в постановки. В 1969 году главный балетмейстер Большого театра России Юрий Григорович создал собственную версию балета. Ротбарт перестал существовать как персонаж. Вместо него Григорович вводит Злого гения. Также балетмейстер уходит от сказочной истории про принцессу-лебедь.
Всё действие балета теперь происходит внутри принца Зигфрида. Злой гений в балете — тёмная сторона самого принца, его альтер эго. Таким образом, в версии Григоровича не может быть счастливого финала балета. Вместо счастливой сказочной версии балета, где после гибели злого волшебника Ротбарта торжествует любовь, в версии 1969 года победа остаётся за темной стороной личности принца Зигфрида. Одетта — символ любви, добра и чистоты — уже не может жить в душе принца Зигфрида после того, как он клянётся в верности Одиллии — символу зла. Гибель Одетты — лишь символ, говорящий нам о том, что в душе принца умерли надежда и любовь. Это и есть основная идея хореографической версии Лебединого озера в постановке Юрия Григоровича 1969 года.
Партию Ротбарта исполняли А. Д. Булгаков, К. С. Кувакин, Пётр Гусев. Первым исполнителем партии Злого гения в версии Юрия Григоровича 1969 года был Борис Акимов. Также эту партию исполняли Валерий Лагунов, Александр Ветров, Дмитрий Белоголовцев, Махмуд Эсамбаев, Николай Цискаридзе, Виктор Барыкин, Артемий Беляков, Игорь Цвирко, Михаил Крючков.
Изображён вместе с Зигфридом на реверсе монеты Центрального банка Российской Федерации номиналом 3 рубля из серии «Русский балет».